# مجلس مرشدات أيرلندا
مجلس مرشدات أيرلندا هو اتحاد توجيهي وطني في جمهورية أيرلندا. بدأت حركة المرشدات في أيرلندا عام 1911 وأصبحت عضوا في الجمعية العالمية للمرشدات وفتيات الكشافة في عام 1932. ويحوي المجلس حوالي 13837 مرشدة (اعتبارا من 2008).